# 欧内斯特·罗伯茨
欧内斯特·阿尔弗雷德·罗伯茨（英語：Ernest Alfred Roberts，1868年2月21日—1913年12月2日）是澳大利亚政治家、军人、工党成员。 他于1896年至1902年和1905年至1908年担任南澳大利亚议会议员，并于1908年至1913年担任澳大利亚众议院议员。 第二次布尔战争期间，他在南非担任军官，1900 年在南澳大利亚殖民军服役，1902 年在英联邦军队服役。

## 职业
罗伯茨出生于伦敦，在根西岛接受教育，最初跟随父亲加入商船队，在昆士兰州短暂居住，然后搬到南澳大利亚皮里港。 他积极参与那里的劳工运动，并且是那里的市议会成员。 1893年，他作为独立工党候选人竞选格莱斯顿下议院议员，但失败。 1896年第二次竞选时，他当选为联合工党候选人，成为最年轻的议会议员，并在1899年的选举中再次当选。
1900年，罗伯茨在第二次布尔战争中担任第四布须曼帝国支队中尉。 那年 12 月，罗伯茨回到澳大利亚，考虑到战斗即将结束。 联邦退役后，罗伯茨于 1902 年在南非的澳大利亚联邦马军团担任队长。 他的议会任期在他在南非任职期间结束，他没有参加 1902 年南澳大利亚州议会选举。 1904年至1908年，他担任左翼报纸《先驱报》的编辑，并在1905年的阿德莱德州选举中竞选。 1906年11月3日，他在州选举中再次当选。 1907年至1908年，他担任ULP的副校长和主席，也是南澳大利亚矿业学院理事会的成员和阿德莱德合作社的董事会成员。
查尔斯·金斯顿去世后，1908年6月13日阿德莱德联邦区举行补选，罗伯茨作为工党候选人竞选并赢得议席，并在1910年联邦选举中成功保住议席。 他在众议院代表战争部长乔治·皮尔斯参议员，并于 1911 年皮尔斯在海外期间被任命为名誉部长。 他在 1913 年联邦选举中保住了席位，但在 1913 年 12 月 2 日激烈的议会辩论后倒地并死于心脏病。